# Lorraine Copeland
Lorraine Copeland (Londres, 19 mai 1921 - Grand-Brassac, 27 avril 2013,) est une archéologue spécialiste de la période Paléolithique du Proche-Orient. Pendant la Seconde Guerre mondiale, elle travailla pour le service secret britannique Special Operations Executive. Elle est associée à l'Institut d'Archéologie de Londres.

## Famille
- Son père : un neurochirurgien de Harley Street.
- Son mari : Miles Axe Copeland Jr, de nationalité américaine, mort en 1991.
- Ses quatre enfants : Miles Copeland III, né le 2 mai 1944 ; Ian Copeland, né le 25 avril 1949, mort en 2006 ; Lorraine, connue sous le nom de Lennie, écrivain et producteur de cinéma ; et Stewart Copeland, musicien, né le 16 juillet 1952.

## Éléments biographiques
- Elizabeth Lorraine Adie naît en Écosse.
- Elle est élevée à l'école Wycombe Abbey, High Wycombe.
- Pendant la Seconde Guerre mondiale, elle travaille pour le renseignement britannique dans le Special Operations Executive. Elle rencontre son mari pendant cette période où il est basé en Grande-Bretagne, employé dans le contre-espionnage par l'Office of Strategic Services (OSS).
- Ils se marient le 25 septembre 1942 à l'église St Mary, Great Portland Street, Londres.
- Peu après, le travail de Miles les amène au Proche-orient, notamment en Syrie, au Liban et en Égypte. C'est dans ces circonstances que se développe l'intérêt de Lorraine pour l'archéologie, dont elle fera son activité pendant cinquante ans.

## Sélection des publications de Lorraine Copeland
- Lorraine Copeland. P.J. Wescombe, Inventory of Stone-Age sites in Lebanon [With plates and maps.], 1965/1966
- Lorraine Copeland et John Waechter, The Stone Industries of Abri Bergy, Lebanon, Bulletin of the Institute of Archaeology, University of London 7, p. 15-36, 1968.
- Lorraine Copeland, Neolithic village sites in the South Beqaa, Lebanon, 1969
- Lorraine Copeland, Mélanges offerts à M. Maurice Dunand; Neolithic village sites in the South Beqaa, Lebanon, 1969
- Jacques Besançon, Lorraine Copeland, Francis Hours, Hannon: Tableaux de préhistoire libanaise, 1972
- F. Hours, L. Copeland et O. Aurenche, Les industries paléolithiques du Proche-Orient : essai de correélation, 1973
- Lorraine Copeland, The Middle and Upper Paleolithic of Lebanon and Syria in the Light of Recent Researc, in Fred Wendorf et Anthony E. Marks, eds., Problems in Prehistory: North Africa and the Levant, Dallas, 1975.
- Derek Arthur Roe, Lorraine Copeland, Reprinted from Adlun in the Stone Age: The excavations of D.A.E. Garrod in the Lebanon, 1958-1963, édité par Derek A Roe, avec des contributions de L. Copeland … [et al.], 1983
- Ingrid Aoury, Ksar Akil Lebanon: a technological and typological analysis of the transitional and Early Upper Palaeolithic Levels of Ksar Akil and Abu Halka, 1986
- Copeland, L. - F. Hours, The Halafians, their Predecessors and their Contemporaries in Northern Syria and the Levant - Relative and Absolute Chronologies, in Olivier Aurenche, 1987, 401-425. Lyon, 1987.
- Hours F. - L. Copeland, L'expansion de la civilisation halafienne, une interprétation de la répartition des sites, in: J.L. Huot, Paris, 1987, p. 209-220.
- Lorraine Copeland et Francis Hours (eds), The Hammer on the Rock: Studies in the Early Palaeolithic of Azraq, Jordan. Maison de L'Orient Méditerranéen C.N.R.S.-Université Lumière-Lyon 2, Lyon, France, Archaeological Series No. 5, 1989, BAR S540.  (ISBN 0 86054 686 1).
- Paul Sanlaville ; Jacques Besançon ; Lorraine Copeland et Sultan Muhesen, sous la direction de Paul Sanlaville, Le Paléolithique de la vallée moyenne de l’Oronte (Syrie): peuplement et environnement, 1993, BAR S587,  (ISBN 0 86054 747 7).
- Hours, F. - O. Aurenche - J. Cauvin - M.-C. Cauvin - L. Copeland - P. Sanlaville, Atlas des Sites du Proche Orient 14000-5700 BP. Paris, 1994.
- Lorraine Copeland et Norah Moloney, The Mousterian Site of Ras el-Kelb, Lebanon, Hegres/B.A.R. IS 706, Oxford, 1998, BAR IS 706,  (ISBN 0 86054 939 9).
- Lorraine Copeland, Deeds of Darkness, Vantage Press, 1999,  (ISBN 0533127602).
- Lorraine Copeland, The hammer on the rock: studies in the Early Palaeolithic of Azraq, Jordan, B.A.R., Oxford, 19XX,  (ISBN 0860546861).
- Lorraine Copeland, Inventory of stone-age sites in Lebanon, Imprimerie Catholique, Beyrouth, 19XX
- Derek Arthur Roe, Lorraine Copeland, Adlun in the Stone Age: The excavations of D.A.E. Garrod in the Lebanon; 1958 - 1963, B.A.R., Oxford, 19XX,  (ISBN 0860542033).

Le livre d'Olivier Aurenche cité plus loin comprend une bibliographie complète des œuvres de Lorraine Copeland.

## Publications sur Lorraine Copeland
- Olivier Aurenche, Marie Le Mière et Paul Sanlaville, From the River to the Sea: The Paleolithic and the Neolithic on the Euphrates and in the Northern Levant. Studies in honour of Lorraine Copeland, Maison de l’Orient Méditerranéen, 2004, BAR S1263   (ISBN 1841716219).